# Leptaleus prolongatipygus
Leptaleus prolongatipygus es una especie de coleóptero de la familia Anthicidae.

## Distribución geográfica
Habita en Madagascar.